# Ekspansja języków indoeuropejskich
Ekspansja języków indoeuropejskich – hipotetyczny proces rozpowszechniania się języków klasyfikowanych jako indoeuropejskie, oparty na ich najwcześniejszych poświadczeniach, wskutek rozrostu populacji, zaludniania nowych terenów i pojawiania się zmian językowych język praindoeuropejski ulegać miał przekształceniom, które dały początek współczesnej indoeuropejskiej rodzinie językowej, inne głosy odrzucają tezę zakładając, że substratów było więcej niż jeden, a teoria jest niefalsyfikowalna.

## Rozpad języka praindoeuropejskiego, według teorii rodziny językowej
Nie istnieje poświadczenie języka praindoeuropejskiego, stąd wszelkie tezy opierają się na doszukiwaniu się podobieństw do poświadczonych języków. Najwcześniejsze potwierdzone języki anatolijskie (na południu) oraz tocharskie (na wschodzie). Jednocześnie zachowały nietypową formę odmiany i głosek. Język hetycki, należący do języków anatolijskich, miał formy mianownika, który uznano za wzór dla mianowników języka PIE, ale przypadki zależne, a więc inne niż mianownik, były bardzo różne, stąd domniemano, że musiały powstać później. Języki anatolijskie są więc najbardziej odrębne wśród języków indoeuropejskich.
Kolejnym procesem miało być wyodrębnienie się italoceltyckich dialektów (poświadczone na przełomie milenium) zachodnich peryferii. W pozostałych dialektach, zwanych dialektami centralnymi, uważanych za wzór języka praindoeuropejskiego, dokonała się rozbudowa odmiany czasowników. W starym systemie, występującym w językach anatolijskich, tocharskich i italoceltyckich, w odmianie strony czynnej występowały dwa rodzaje końcówek, a w odmianie strony bierno-zwrotnej – jedna końcówka. Zmiana polegała na analogicznym utworzeniu w odmianie strony bierno-zwrotnej dwóch form końcówek. Druga zmiana polegała na zmianie formy dopełniacza liczby pojedynczej rzeczowników o temacie zakończonym na -o.
Następnym krokiem miało być oderwanie się dialektów germańskich na północy (poświadczone na początku naszej ery) i dialektów helleńskich na południu indoeuropejskiego obszaru językowego (poświadczone w okresie antycznym). Spowodowało to dwie ważne zmiany w systemie głosowym. W hetyckim istniały trzy szeregi po trzy głoski: palatalne (k′, g′ i g′h), welarne nielabializowane (k, g i gh) oraz welarne labializowane (kw, gw i gwh). System ten uległ uproszczeniu na dwa sposoby.
W dialektach centralnych zanikła różnica pomiędzy głoskami labializowanymi i nielabializowanymi, które zlały się w jeden szereg. Natomiast głoski palatalne zmieniły się w głoski zwarto-szczelinowe, a następnie szczelinowe (np. k′ przeszło w ś w językach indoaryjskich, sz w bałtyckich i s w pozostałych). Języki, w których zaszedł ten proces, zostały nazwane językami satemowymi (od satem – ‘sto’ w języku staroperskim). W dialektach peryferyjnych z kolei odrębność zachowały spółgłoski welarne labializowane, natomiast palatalne i welarne nielabializowane zlały się w jeden szereg. Ta grupa została nazwana językami kentumowymi (od kentum – ‘sto’ w języku starołacińskim).
Po tych innowacjach językowych dialekty centralne zaczęły dzielić się na cztery grupy. Na wschodzie wyodrębnione zostały dialekty indoirańskie, na południu tracko-ormiańskie, na zachodzie iliryjskie, a na północy bałtosłowiańskie. Około 2000 lat p.n.e. zakończyła się zasadnicza faza podziału dialektów indoeuropejskich na grupy, z których powstały współczesne języki indoeuropejskie.

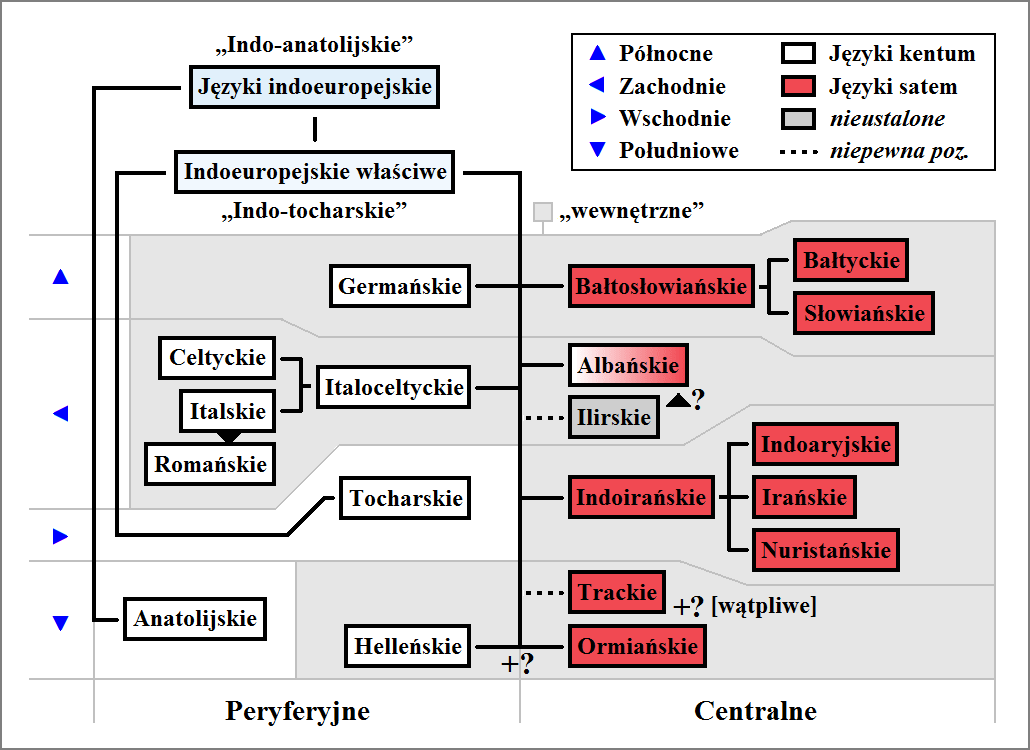
Schemat pokrewieństwa i rozmieszczenia języków IE

### Języki na wschodzie

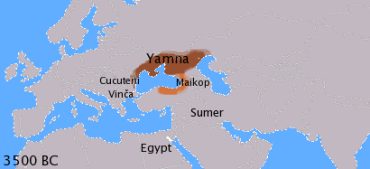
Języki indoeuropejskie w 4. tysiącleciu p.n.e.

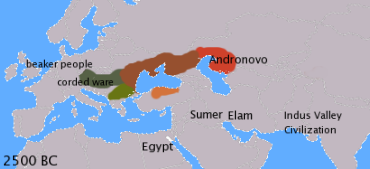
Języki indoeuropejskie w 3. tysiącleciu p.n.e.

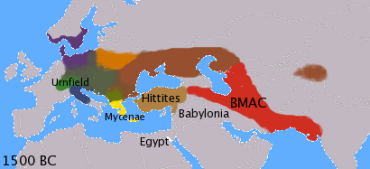
Języki indoeuropejskie w 2. tysiącleciu p.n.e.

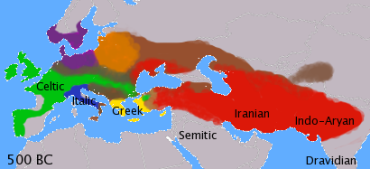
Języki indoeuropejskie w 1. tysiącleciu p.n.e.

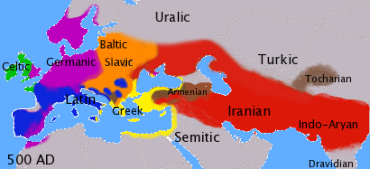
Języki indoeuropejskie ok. 500 r. n.e.

Pierwszym znanym językiem wschodnim grupy IE był język Tocharów. W VII wieku p.n.e. istniały dwa języki tocharskie: tocharski A (wschodni) i tocharski B (zachodni). Istnienie tych języków poświadczają przekłady tekstów buddyjskich. W VIII wieku naszej ery oba te języki zostały wyparte przez dialekty ujgurskie należące do rodziny języków ałtajskich.
Około XV w. p.n.e. sporządzono najstarsze znane pisma z języka grupy IE w rejonie dorzecza Indusu. Jednym z najstarszych znanych języków grupy języków indoaryjskich był język wedyjski, znany z poezji religijnej. W ciągu następnego tysiąclecia wedyjski przekształcił się w klasyczny sanskryt, który od V w. p.n.e. przez dwa tysiące lat był językiem literackim Indii. Natomiast z pozostałych dialektów indyjskich na przełomie er wykształciły się tzw. języki średnioindyjskie – pali oraz pozostałe prakryty, od X w. n.e. przekształcały się we współczesne języki.
Za inną grupę uznaje się języki irańskie. Do najstarszych języków irańskich zalicza się język staroperski z południowo-zachodniego Iranu i kolejno w kierunku północno-wschodnim: medyjski, awestyjski. Na początku n.e. z języka staroperskiego rozwinął się średnioperski (pahlawi), a w IX w. n.e. we współczesny język perski (nowoperski). Z języka medyjskiego powstały współczesne języki kurdyjskie oraz język afgański (paszto). Dialekty scytyjsko-sarmackie kontynuują dziś języki osetyjski oraz jagnobi.

## Języki na południu
Jako pierwsze w kierunku południowym poświadczone są języki anatolijskie (luwi-hetyckie). Wiadomo, że na terenie Azji Mniejszej języki tej grupy występowały co najmniej 2 tysiące lat p.n.e., jednak czas ich przybycia jest nieznany. Języki anatolijskie zachowały wiele archaicznych cech i uważane są za grupę najbardziej odrębną w tej grupie języków. Najważniejszym językiem anatolijskim był język hetycki, znany z tekstów w piśmie klinowym (XIV–XIII w. p.n.e.) oraz hieroglificznym (XIV–VIII w. p.n.e.).
W południowej części anatolijskiego obszaru językowego występował język luwijski, a w północnej – palajski. Oba te języki wymarły w pierwszym tysiącleciu p.n.e. Do przełomu er przetrwały języki licyjski i milyjski (południowo-zachodnie krańce Azji Mniejszej). Na północ od nich mówiono spokrewnionym z nimi językiem lidyjskim. Wszystkie one znane są z tekstów w alfabecie greckim z V i IV w. p.n.e.
Drugą grupą na południu były dialekty helleńskie, które w połowie drugiego tysiąclecia zostały poświadczone, choć wcześniej poświadczono na tych samych terenach język pelazgijski. Rozwój dialektów helleńskich przebiegał w dwóch fazach. Pierwsza obejmowała dialekty achajsko-eońskie i jońsko-attyckie, z których najbardziej znany jest język mykeński używający pisma linearnego B. W drugiej fazie (ok. XII w. p.n.e.) na Peloponezie, Krecie i Rodosie pojawiły się dialekty doryckie. W IX w. p.n.e. na podstawie pisma fenickiego powstał alfabet grecki, który jest pierwszym udokumentowanym alfabetem w obrębie rodziny indoeuropejskiej.
W III w. p.n.e. głównym językiem helleńskim był tzw. koine, który powstał z połączenia dialektów attyckich i jońskich i dotarł także do Azji Mniejszej. Najbardziej wysuniętym językiem helleńskim był język staromacedoński (niemający nic wspólnego ze współczesnym słowiańskim językiem macedońskim), który dotrwał do przełomu er.
Jako trzecie w kierunku południowym poświadczono języki tracko-ormiańskie, których kolebką były północne i zachodnie wybrzeża Morza Czarnego. W drugim tysiącleciu p.n.e. grupę poświadczono koło Morza Egejskiego, a od XIII w. p.n.e. dialekty frygijskie używano w Azji Mniejszej. W VI w. p.n.e. dialekty tej grupy napotkały w okolicy jeziora Wan nieindoeuropejskie dialekty chaldyjskie, czego skutkiem było powstanie języka staroormiańskiego.
Języki trackie wymarły na przełomie er, do V wieku n.e. dotrwał język frygijski. W użyciu pozostał jedynie język staroormiański, który od początków średniowiecza przekształcał się we współczesny język ormiański (nowoormiański). Obecnie ormiański składa się z dwóch silnie zróżnicowanych języków literackich: zachodnioormiańskiego, używanego wśród europejskich emigrantów z Armenii i wschodnioormiańskiego, będącego podstawą języka urzędowego.

### Ekspansja ku zachodowi
Jako pierwsze w kierunku zachodnim miały istnieć italoceltyckie. Domaniewa się, że używane były aż po alpy Alp, skąd 2 tysiące lat p.n.e. skierowały się na południe i zachód. Szczególnym przypadkiem był język lepontyjski, który zachował cechy zarówno dialektów italskich, jak i celtyckich i był czymś w rodzaju pośredniego ogniwa pomiędzy tymi grupami.
Jako pierwsza ku południu ruszyła się fala języków wczesnoitalskich, które uległy zmianom wskutek kontaktów z nieindoeuropejskimi językami Półwyspu Apenińskiego. Pewne jej elementy przetrwały w starożytnych językach italskich. W drugiej kolejności na południe ruszyły ludy łacińskie, które osiedliły się nad Tybrem, mówiące językami łacińskim i faliskijskim. Trzecią i ostatnią grupę stanowiły języki oskijsko-umbryjskie. Język oskijski zaistniał od XIV w. p.n.e. w południowych Włoszech, w środkowej części Półwyspu Apenińskiego dominowały dialekty sabelskie.
Na przełomie er łacina zdominowała cała Italię, co spowodowało zanik pozostałych języków grupy. Wskutek podbojów rzymskich w ciągu pierwszych 500 lat n.e. język łaciński był używany prawie w całej zachodniej Europie i części Bałkanów. Po upadku Cesarstwa rzymskiego ludowa łacina przekształciła się w dialekty romańskie, dając ok. X w. podstawy pod współczesne języki tej grupy: rumuński na wschodzie, dalmatyński na wschodnich wybrzeżach Adriatyku (obecnie wymarły), włoski i sardyński w Italii, retoromański w Alpach, francuski i prowansalski we Francji oraz kataloński, hiszpański i portugalski na Półwyspie Iberyjskim.
Dialekty celtyckie były używane co najmniej od przełomu mileniów na Wyspach Brytyjskich i Irlandii. Dialekty goidelskie rozprzestrzeniły się na Wyspę Man i do Szkocji, tworząc podstawy współczesnych języków irlandzkiego, szkockiego i manx (ten ostatni wyszedł z użycia w XX w.).
Po przemieszczeniu się języków goidelskich ich miejsce zajęły dialekty galijskie (we Francji) oraz brytańskie (walijski i kornwalijski na Wyspach Brytyjskich oraz bretoński w Bretanii).
Drugą zachodnią falą języków indoeuropejskich były dialekty iliryjskie oraz język mesapijski. Ich pokrewieństwo ze sobą oraz z innymi grupami jest niejasne. Język mesapijski znany jest z krótkich inskrypcji pochodzących z VI w. p.n.e. do I w. n.e. Język ten, a także dialekty iliryjskie, zaczęły wychodzić z użycia na początku naszej ery. Przetrwał jeden z południowo-zachodnich dialektów, który po dotarciu nad Adriatyk dał początek współczesnemu językowi albańskiemu.
Najdalej na północ, aż do ujścia Padu, spośród języków iliryjskich zawędrował język wenetyjski. Wskutek kontaktów z językami oskijsko-umbryjskimi i językiem łacińskim upodobnił się on do nich w znaczny sposób, tworząc z nimi w I tysiącleciu p.n.e. ligę językową.

### Ekspansja ku północy
Jako pierwsze w kierunku północnym zaczęły przemieszczać się dialekty germańskie, które dotarły nad zachodni Bałtyk, do Jutlandii, a następnie na południe Skandynawii. Na przełomie er dialekty te zaczęły dzielić się na 3 grupy: wschodnią, północną i zachodnią.
3 dialekty wschodnie, z językiem gockim na czele są poświadczone dopiero na przełomie er. Język gocki, jako ostatni z języków wschodniogermańskich, wyszedł z użycia na Krymie w XVI w.
W VII w. różnicować się zaczęły dialekty północnogermańskie. Od X wieku zaczęły powstawać nowsze języki tej grupy: duński i szwedzki. Bardziej archaiczny charakter zachowały norweski, islandzki i farerski. Współcześnie język szwedzki stanowi pośrednie ogniwo między obiema grupami, natomiast odmiana duńskiego, język nowonorweski, jest używana w Norwegii jako język literacki wypierając mowę staronorweską.
Dialekty zachodniogermańskie ze środkowej Europy i Jutlandii w pierwszych wiekach n.e. przemieściły się na zachód, dzieląc się jednocześnie na podgrupę południową i północną. Dialekty południowe, zwane wysokoniemieckimi, rozpowszechniły się na tereny środkowych i południowych Niemiec oraz wcześniej słowiańskojęzycznej Austrii. Z dialektów tych rozwinął się współczesny literacki język niemiecki. Dialekty północne z kolei wskutek dalszej ekspansji rozbiły się na dolnoniemieckie, z których powstały języki niderlandzki i nowodolnoniemiecki, fryzyjskie i angielskie, z których powstał między V a XI w. język staroangielski. Ten ostatni od XII w. ulegał wpływom języka francuskiego, przekształcając się we współczesny język angielski.
Drugą grupą dialektów były dialekty bałtosłowiańskie, które zajęły tereny między Odrą, Wisłą i Niemnem Nastąpił ich podział na dwie grupy dialektów: bałtyckie i słowiańskie. Dialekty bałtyckie podzieliły się następnie na zachodnie, z których powstały wymarłe dziś języki pruski i jaćwieski, oraz wschodnie, będące podstawą współczesnych języków litewskiego i łotewskiego oraz wymarłego kurońskiego. Języki bałtyckie (poświadczono je dopiero po XVI wieku) uważana są obecnie uważana ze najlepszy wzór dla hipotetycznego praindoeuropejskiego, będąc dobrym materiałem dla badaczy zajmujących się indoeuropeistyką.
Dialekty słowiańskie podzielone na 3 odłamy (wschodni, zachodni i południowy).
Dialekty południowe w IX w. dały początek pierwszemu zapisanemu językowi słowiańskiemu – staro-cerkiewno-słowiańskiemu oraz spokrewnionym z nim dialektom bułgarsko-macedońskim, z których w XIX w. powstał literacki język bułgarski, a w XX w. – macedoński. Nad Morzem Adriatyckim dialekty południowe rozwinęły się w języki słoweński i serbsko-chorwacki. Ten ostatni obecnie rozpada się na języki narodowe: serbski, chorwacki, bośniacki i czarnogórski. Dialekty wschodnie, najbardziej jednolite, dały początek językowi rosyjskiemu (poświadczony w XIII w.), a później ukraińskiemu i białoruskiemu (poświadczone w XVI–XVIII w.).
Dialekty zachodnie od około różnicowały się, tworząc dwa zespoły dialektów: lechickie i czesko-słowackie oraz pośrednie między nimi dialekty łużyckie. Dialekty czesko-słowackie rozbiły się na języki czeski i słowacki. Z dialektów łużyckich powstały języki górnołużycki (bliższy czeskiemu) i dolnołużycki (bliższy polskiemu). Zespół lechicki dał początek językowi połabskiemu nad Łabą, wymarłemu w XVIII w., dialektom pomorskim, z których do dzisiaj przetrwał język kaszubski, oraz językowi polskiemu.

### Ekspansja w czasach nowożytnych
Wskutek kolonizacji Ameryki łacińskiej od XVI w. na kontynent amerykański zawędrowały języki romańskie. Do Brazylii trafił język portugalski, do pozostałych krajów – hiszpański. Obecnie dla większości mieszkańców Ameryki Środkowej i Południowej są to języki ojczyste.
Inny język romański – francuski – trafił do Kanady, na Haiti oraz do dawnych francuskich kolonii w Afryce.

Największą ekspansję zanotowały języki germańskie. Z języka niderlandzkiego powstał w południowej Afryce język afrikaans (‘afrykanerski'). Język angielski począwszy od XVII w. rozprzestrzenił się na wszystkie (prócz Antarktydy) kontynenty, zajmując prawie całą Amerykę Północną, Australię i Nową Zelandię. Obecnie język angielski jest podstawowym językiem międzynarodowym.

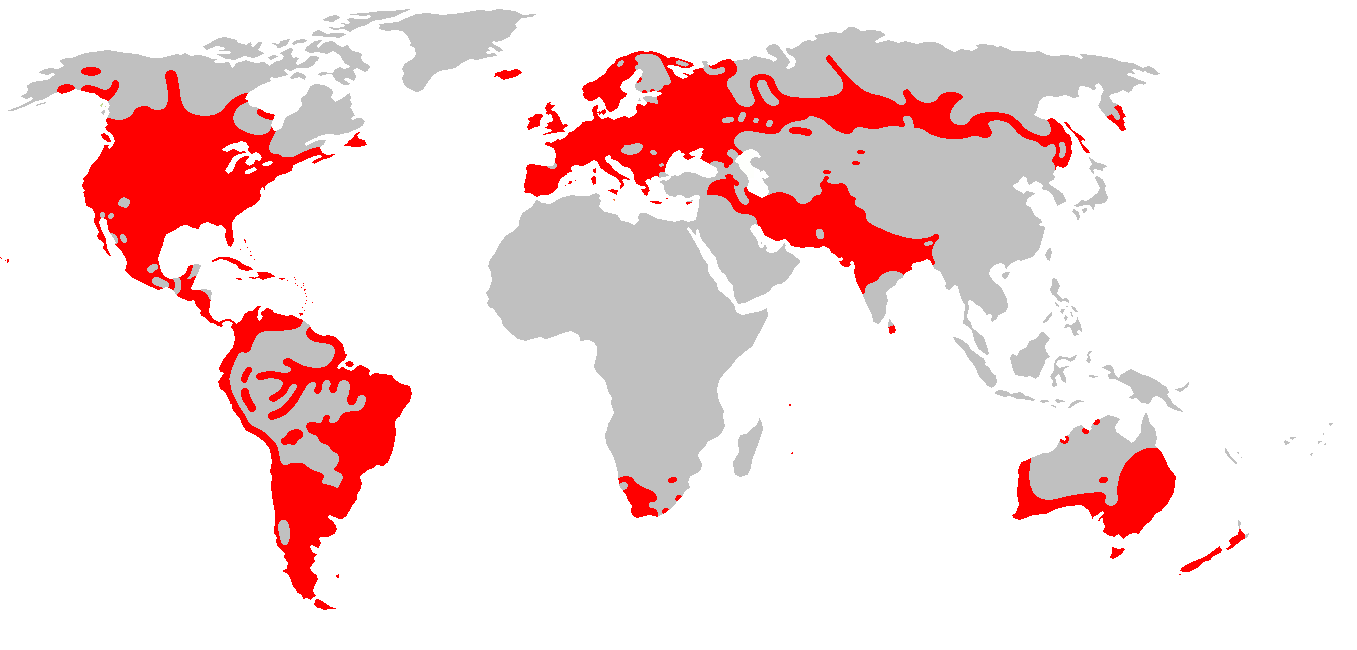
Współczesny zasięg geograficzny języków indoeuropejskich

Ostatnim z języków indoeuropejskich, który rozpowszechnił się na większą skalę, jest język rosyjski z grupy słowiańskiej. Wskutek rozrostu Imperium Rosyjskiego a później Związku Radzieckiego pojawił się w całej północnej części Azji.